# Marxistische Soziologie
Die marxistische Soziologie ist eine Form der Soziologie, die sich in ihrer theoretischen Grundausrichtung dem Werk von Karl Marx und Friedrich Engels verpflichtet fühlt. In der Sowjetunion und der Deutschen Demokratischen Republik (Soziologie in der DDR) wurde die Soziologie offiziell als marxistische oder marxistisch-leninistische Soziologie betrieben und war den Programmen der dort herrschenden kommunistischen Parteien verpflichtet. Im Westen hingegen bezeichnet der Begriff „marxistische Soziologie“ keine klar eingrenzbare Schule, sondern verweist eher auf das akademische und politische Selbstverständnis ihrer Vertreter.

## Ursprünge
Marx hat mit seiner materialistischen Dialektik schon in den frühen 1840er Jahren die methodologischen und erkenntnistheoretischen Grundlagen der marxistischen Soziologie erarbeitet. Diese Grundlagen hat er später zusammen mit Friedrich Engels zum Historischen Materialismus weiterentwickelt. Zu Beginn des 20. Jahrhunderts haben verschiedene Denker neue Vorstellungen des historischen Materialismus entwickelt, welche den veränderten politischen Fragestellungen gerecht werden sollten. Für die Ausbildung der marxistisch-leninistischen Soziologie in Osteuropa sind in dieser Hinsicht vor allem Lenin und Josef Stalin relevant, während einige marxistische Soziologen in Westeuropa sich trotz Kritik der kommunistischen Parteien Autoren wie Leo Trotzki oder Rosa Luxemburg verpflichtet fühlten (beispielsweise in Frankreich oder den USA). Die Auseinandersetzung mit der offiziellen Linie der kommunistischen Parteien hatte einen erheblichen Einfluss auf Konflikte innerhalb der marxistischen Soziologie.

## Marxistische Soziologie in der Bundesrepublik Deutschland
Besonders prominente Vertreter des Marxismus in Westdeutschland waren die Angehörigen der Frankfurter Schule. Die bekanntesten Vertreter dieser Schule, Max Horkheimer und Theodor W. Adorno, haben ihre Analysen jedoch als Kritische Theorie und nicht einfach als einen reinen Marxismus bezeichnet. Sie beziehen sich zwar wesentlich auf Karl Marx und legen mit ihm besonderen Wert auf Ideologiekritik, jedoch war für sie die Abgrenzung vom dogmatischen Marxismus-Leninismus wichtig. Sie sind dem westlichen Marxismus zuzurechnen. Entsprechend haben sich in Westdeutschland solche Soziologen als marxistische bezeichnet, die außerhalb der Frankfurter Schule wesentliche Aspekte von Karl Marx’ Werk in ihre Arbeiten einbezogen haben.

## Weblink
- Bernd Hamm "Marxistische Soziologie" (Vortrag) (Memento vom 28. Juni 2007 im Internet Archive) (PDF-Datei; 58 kB)